# Jürgen Kuczynski
Jürgen Kuczynski (Elberfeld, 1904. szeptember 17. – Berlin, 1997. augusztus 6.) német közgazdász és gazdaságtörténész.

## Művei

### Tudományos munkái
- Geschichte der Lage der Arbeiter unter dem Kapitalismus (40 kiadás)
- Studien zur Geschichte der Gesellschaftswissenschaften (10 kiadás)
- Geschichte des Alltags des deutschen Volkes (5 kiadás 3-89438-191-4)

### Irodalmi munkái
- Jürgen Kuczynski: Dialog mit meinem Urenkel. 19 Briefe und ein Tagebuch. 2. kiadás Berlin, 1984
- Jürgen Kuczynski: Fortgesetzter Dialog mit meinem Urenkel: Fünfzig Fragen an einen unverbesserlichen Urgroßvater. Berlin, 2000
- Jürgen Kuczynski: Ein treuer Rebell. Memoiren 1994–1997. Berlin, 1998

## Magyarul
- A munkásosztály helyzete Franciaországban. 1700-1948; Szikra, Bp., 1951
- A munkásosztály helyzete Angliában 1750-től napjainkig; ford. ELTE Német Intézetének fordítói munkaközössége; Szikra  1951
- Számítások a munkások helyzetéről a gazdaságilag elmaradott országokban; Tempó soksz., Bp., 1961 (Statisztikai Tudományos Konferencia Budapest)
- A dorongtól az automata gyárig; ford. Schindler Frigyesné; Móra, Bp., 1962
- A nagy üzlet  német imperializmus bűnei; ford. Szalontai Sándorné; Kossuth, Bp., 1971
- A növekedés vége?; ford. Radnóti Éva; Kossuth, Bp., 1975 (Napjaink kérdései)
- A tőkés világgazdaság válsága; ford. Pfeifer Dániel; Kossuth, Bp., 1978 (Napjaink kérdései)